# León Sarthié
León Sarthié fue un actor de cine, teatro y televisión argentino.

## Carrera
Trabajó como actor de reparto en varias películas protagonizadas por Jorge Porcel y Alberto Olmedo como en Un terceto peculiar, Amante para dos y Las mujeres son cosa de guapos. Debutó en 1970 con El mundo es de los jóvenes con la dirección de Julio Porter, junto a figuras como Dyango, Maria Hidalgo, Susana Giménez y Roberto Escalada. En 1980 trabajó en filmes como Gran valor junto a Juan Carlos Calabró y Subí que te llevo con Sandro. En 1985 participó en la película Adiós, Roberto protagonizada por Carlos Calvo y Víctor Laplace. En 1987 realizó su última actuación en el papel de un jefe homosexual en la película El manosanta está cargado protagonizada por Alberto Olmedo. 
En el 2012 le fue entregado un Premio Podestá a la Trayectoria Honorable por sus cincuenta años de afiliación.

## Filmografía
- 1987: El manosanta está cargado como el Jefe gay.
- 1985: Adiós, Roberto.
- 1982: Un terceto peculiar como el Sr. Rossi.
- 1981: Amante para dos.
- 1981: Las mujeres son cosa de guapos
- 1981: ¿Los piolas no se casan?
- 1981: Gran valor en la Facultad de Medicina como Comisario
- 1980: Gran valor
- 1980: Subí que te llevo como Maconos.
- 1975: Más allá del sol.
- 1973: Las venganzas de Beto Sánchez como Marino, el gerente de Área.
- 1973: La mala vida.
- 1972: Olga, de moral... algo dudosa.
- 1972: Juan Manuel de Rosas.
- 1971: El caradura y la millonaria.
- 1971: Paula contra la mitad más uno.
- 1970: El mundo es de los jóvenes.
- 1965: Convención de vagabundos.

## Televisión
- 1963: Lo imperdonable.

## Teatro
- 1967: La pata de la sota.